# Castillo de Marcuello
El castillo de Marcuello se encuentra situado en la localidad de Sarsamarcuello en el municipio oscense de Loarre. De variada grafía en documentos antiguos —«Marcorllo», «Mequrlo», etc.— era uno de los principales castillos aragoneses del sector central del Prepirineo, formando un grupo geográfico con los existentes en Murillo, Agüero, Ayerbe y Loarre, que, a comienzos del siglo XII, gobernaba la reina viuda Berta

## Historia
Entre todos ellos, parece el de más moderna fundación, muy probablemente por Sancho Ramírez de Aragón antes de 1074, en que lo custodiaba Pedro Sánchez a título permanente hasta 1105, juntamente con los nada cercanos castillos de Luesia, Cacabiello y Boltaña. Después lo tuvieron Barbatuerta entre el 1110 y 1114, Sancio Enecones, quien ejerció como su tenente entre el 1114 y el 1160 y Pedro Ortiz en el 1170, después de este último se desconocen sus dueños hasta Antón de Luna a comienzos del siglo XV. 
Un documento de 1488 nos revela que Marcuello estaba habitada aún pero sus vecinos descendieron a Sarsamarcuello y Linás de Marcuello, al igual que ocurrió en Loarre, estando ya deshabitado en 1610 según lo describe Lavanha. Posteriormente, en el 1808 aparece descrito como arruinado.

## Situación
El emplazamiento de Marcuello es magnífico, superando a Loarre por su campo de visualidad. La ruta del río Gállego, que a sus pies se ensancha dejando atrás las montañas y los célebres Mallos de Riglos, quedaba perfectamente dominada desde su elevadísimo espolón, a cota bastante más elevada que las fronteras de Ayerbe y Murillo, Sobre la superficie, bastante plana y amplia, del espolón quedan las ruinas de la torre y dos iglesias románicas.

## Estructura
El castillo tenía la sencilla estructura de los muchos de la zona: una torre levantada sobre una roca y un recinto amurallado que la rodeaba, del que sólo queda un lienzo recto de tosca mampostería que contrasta con la buena sillería de la torre. De ésta, arruinada en 1808 según Quadrado, únicamente está en pie una pared y fragmentos de sus colaterales, pero los cimientos del resto nos revela que era un soberbio donjón cuadrado de 11 metros de lado, insólito en el siglo XI, pues nos plantea el problema de la cubrición de sus suelos por la dificultad de encontrar rollizos de tanta longitud. 
En los donjones de Abizanda y Biel, aunque de mayor longitud, su anchura es menor, y se resuelve extendiendo los rollizos sobre arcos fajones de piedra relativamente próximos, pero en Marcuello no aparecen los característicos arranques de dichos arcos, sino las impostas corridas y los mechinales, advirtiéndose que tenía cinco plantas. 
En las tres superiores muestra saeteras abocinadas, que interiormente, son de arco semicircular en la inferior y adinteladas en las otras dos.